# NGC 5506
NGC 5506 ist eine Spiralgalaxie mit aktivem Galaxienkern vom Hubble-Typ Sa/P im Sternbild Jungfrau auf der Ekliptik. Sie ist schätzungsweise 81 Millionen Lichtjahre von der Milchstraße entfernt und hat einen Durchmesser von etwa 65.000 Lichtjahren. Sie bildet zusammen mit NGC 5507 ein gravitationell gebundenes Galaxienpaar.

Im selben Himmelsareal befindet sich u. a. die Galaxie IC 985.
Das Objekt wurde am 15. April 1787 von Wilhelm Herschel mit einem 18,7-Zoll-Spiegelteleskop entdeckt, der sie dabei mit „pB, cL, mE 20 degrees sp-nf“ beschrieb.

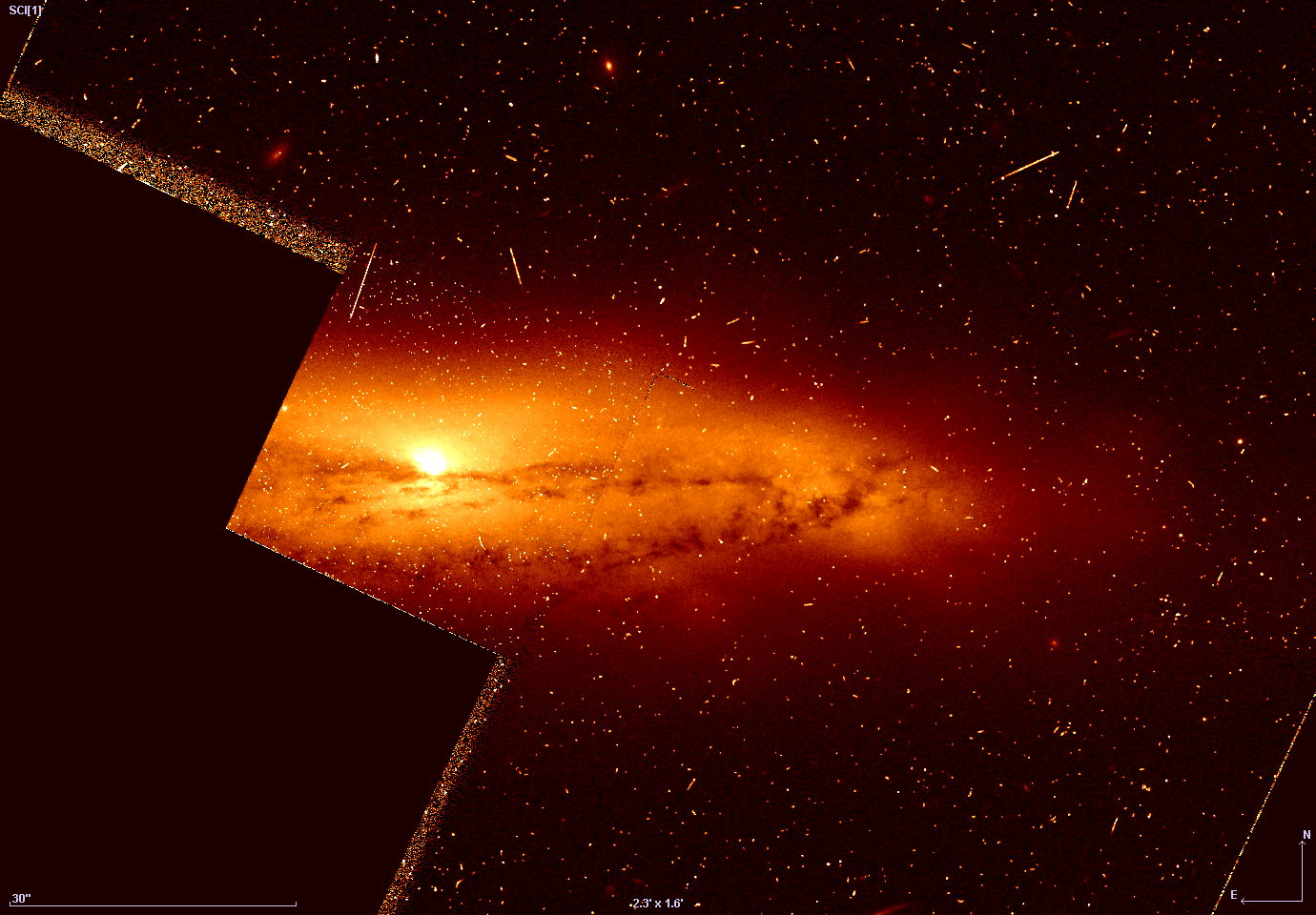
Aufnahme des Hubble-Weltraumteleskops